# Mia Consalvo
Mia Consalvo (Mont-real, 29 de maig de 1969) és una professora universitària d'Estudis de Joc i Disseny en el departament d'estudis de la comunicació a la Universitat de Concordia, a Mont-real. A més, és investigadora i autora. La seva obra tracta sobre videojocs, i el seu últim llibre és Atari to Zelda: Japan's Videogames in Global Contexts, i tracta sobre la influència del Japó en els videojocs al món i en la cultura del joc. 
Mia Consalvo dirigeix l'mLab, un espai dedicat a desenvolupar mètodes innovadors per a estudiar jocs i jugadors. És membre del Centre for Technoculture, Art & Games (TAG), i presenta els resultats dels seu estudis en conferències acadèmiques i professionals, com per exemple fent xerrades a la Game Developers Conference. A més, va ser la presidenta de la Digital Games Research Association, i ha tingut càrrecs a l'MIT, la Universitat d'Ohio, la Universitat de Chubu al Japó i a la Universitat de Winsconsin-Milwaukee.

## Obra

### Llibres dels quals és autora

#### Atari to Zelda: Japan's Videogames in Global Contexts (2016)
El llibre tracta el fet que, quan les consoles de videojocs de Nintendo o les màquines arcade es van popularitzar, aquells que les fèien servir no reconeixien que els videojocs japonesos (que eren la majoria) venien del Japó; simplement eren jocs nous i interessants que volien jugar. Des d'aleshores, però, els jugadors, els mitjans i la indústria han reconegut la influència de la cultura japonesa en els videojocs i l'han volgut capitalitzar. Els desenvolupadors decideixen si el fet que un joc sembli japonès vendrà més o el farà impopular, i els crítics miren de determinar quins elements d'un joc expressen la seva "Japaneseness" (conjunt de trets característics del Japó), com l'autora ho anomena.
Consalvo comença parlant dels jugadors, en primer lloc de l'interès dels jugadors nord-americans pels jocs japonesos (i la cultura japonesa en general) i després investiga la localització de jocs fets per aquests mateixos, en la forma de modificacions o traduccions de jocs japonesos. Analitza diversos jocs japonesos comercialitzats a l'Amèrica del Nord, i repassa concretament l'empresa japonesa de videojocs Square Enix. L'autora examina la feina d'empreses occidentals i desenvolupadors indie, i l'augment de popularitat del broker cultural. Per acabar, compara les diferents aproximacions de la cultura japonesa en jocs venuts a Occident, i considera com els jocs japonesos han influït en els desenvolupadors occidentals. El llibre mostra interaccions culturals sorprenents entre els jocs, la indústria i els consumidors de diferents indrets del món.

#### Cheating: Gaining Advantage in Videogames (2007)
L'autora parla de les diferències en la noció que tenen els jugadors de videojocs que només hi ha una manera correcta de jugar a un joc. Exposa com alguns jugadors fan servir codis que els donen avantatges, consulten guies d'estratègia o compren i venen comptes de jocs, mentre que altres consideren algunes o totes aquestes pràctiques fora dels límits, mentre que la indústria en fa negoci. A Cheating, Mia Consalvo investiga com els jugadors decideixen jugar, i què passa quan no poden fer-ho com voldrien. Explora un ampli ventall de comportament, incloent-hi fer trampes (sols o en grups), examina les maneres en què els usuaris i les empreses defineixen "fer trampes", descriu com l'a indústria ha ajudat a sistematitzar el fet de fer trampes i estudia fer trampes en jocs en línia en el context de Final Fantasy IX. Consalvo desenvolupa el concepte de "capital de joc" com a manera d'entendre la interacció dels usuaris amb els jocs, la informació sobre els jocs, la indústria i altres actors.
En el llibre es parla de la història cultural sobre les trampes en videojocs, per exemple en com la comercialització de codis que donen avantatges, GameSharks i xips van crear una indústria de les trampes. Investiga com els jugadors defineixen fer trampes i com les seves decisions a l'hora de jugar es poden entendre, particularment en el context dels jocs en línia. També examina el creixement de les empreses que es dediquen a generar continguts sobre videojocs en comptes de fer-ne directament. Els jocs digitals són espais per a jugar i experimentar, segons l'autora. La manera en que en pensem i els fem servir, diu Consalvo, és crucial, i reflecteix decisions ètiques al joc i arreu.